# Ghassan Salamé
Pour les articles homonymes, voir Salamé.
Ghassan Salamé (arabe : غسان سلامة), né le 18 mai 1951 au Liban, est un politologue libanais, envoyé spécial de l'ONU en Libye du 20 juin 2017 jusqu'à mars 2020. Il est ministre de la Culture du Liban depuis janvier 2025. 

## Biographie

### Jeunesse et études
Issu d'une famille arabe chrétienne de confession grecque-catholique , Ghassan Salamé naît le 18 mai 1951 au Liban d'un père instituteur et d'une mère chef-lingère à l'hôtel Phoenicia à Beyrouth. Il étudie à l'université Saint-Joseph de Beyrouth. Il continue ses études à Paris, où il étudie le droit international public, et obtient un diplôme d'études approfondies à la Faculté de droit de Paris.
Il est titulaire d'un doctorat en littérature obtenu à l'université Paris-III-Sorbonne-Nouvelle, ainsi que d'un doctorat en science politique obtenu à l'université Paris-I-Panthéon-Sorbonne.

### Parcours professoral
Professeur de relations internationales à l'université Saint-Joseph de Beyrouth et à l'université américaine de Beyrouth, il est membre de l'Académie américaine des arts et des sciences, de l'International Crisis Group, de l'International Peace Institute (en) et du Haut Conseil de la Francophonie. 
Il est également membre du comité éditorial de la revue Maghreb-Machrek, et consultant de l'Institut français des relations internationales (Ifri).
Il enseigne à l'Institut d'études politiques de Paris depuis 1987. Il est directeur de l'École des affaires internationales de l'Institut d'études politiques de Paris entre 2010 et 2015. Il est également directeur de recherche au Centre national de la recherche scientifique (CNRS) .

### Parcours politique
Conseiller spécial de Kofi Annan durant son mandat à la tête de l'Organisation des Nations unies, il fut ministre de la Culture du Liban entre 2000 et 2003, au sein du gouvernement de Rafiq Hariri. C'est alors qu’il a supervisé l’organisation des sommets de la Ligue arabe et de l’Organisation internationale de la Francophonie à Beyrouth. Il fut en outre président de la Conférence ministérielle de la Francophonie.
En 2003, alors envoyé spécial de l'ONU en Irak et conseiller de la délégation, il manque de perdre la vie dans une explosion qui visait le siège des Nations unies à Bagdad, et qui a fait 22 morts.
En avril 2005, il a été brièvement ministre de la Culture, de l’Éducation et de l'Enseignement supérieur du Liban dans le gouvernement de Najib Mikati. Le 20 juin 2017, il est nommé envoyé spécial à la tête de la mission en Libye par le Conseil de sécurité des Nations unies, avant de démissionner en mars 2020,.  
Le 8 février 2025, Ghassan Salamé retrouve son poste à la Culture au sein du gouvernement de Nawaf Salam.

## Décoration
- Chevalier de la Légion d'honneur (France, 2003).

## Distinctions
- Prix Phénix (1996).
- Prix spécial de l’Association des écrivains de langue française (1996).
- Grand prix de la francophonie de l’Académie française pour l’ensemble de son œuvre (2003).
- « Personnalité culturelle arabe » (Dubaî, 2004).

## Publications
- Le théâtre politique au Liban (1968-1973) : approche idéologique et esthétique, Beyrouth, Publications du Centre culturel universitaire, 1974
- Banques, politique et société au Liban depuis 1950 (ouvrage collectif), Montpellier, Université de Montpellier, 1986.
- The foundations of the Arab state [sous la dir. de], Londres, Croom Helm, 1987.
- The politics of Arab integration (ouvrage collectif), Londres, Croom Helm, 1988.
- Proche-Orient : les exigences de la paix [sous la dir. de], Bruxelles, Complexe , 1994.
- Démocraties sans démocrates : politiques d'ouverture dans le monde arabe et islamique [sous la dir. de], Paris, Fayard, 1994.
- « Le nationalisme arabe : mort ou mutation ? » in Jacques Rupnik (dir.) Le déchirement des nations, Paris, Seuil, 1995.
- Proche-Orient : les exigences de la paix (ouvrage collectif), Paris, Éditions Complexe, 1994.
- Appels d'empire : ingérences et résistances à l'âge de la mondialisation, Paris, Fayard, 1996.
- Quand l'Amérique refait le monde, Paris, Fayard, 2005.
- La tentation de Mars : guerre et paix au XXIe siècle, Paris, Fayard, 2024.

## Vie privée
Il est le père de la journaliste et animatrice audiovisuelle franco-libanaise Léa Salamé et de Louma Salamé, directrice de la Villa Empain à Bruxelles.